# Valetti (Travestiekünstler)
Valetti (bürgerlich Ralf Ottmers, * 25. August 1970 in Goslar) ist ein deutscher Travestie-Künstler, der als Sänger, Moderator und Schauspieler auftritt und eigene Theater in Berlin und Goslar betrieb.

## Leben
Ralf Ottmers arbeitete ursprünglich als Redakteur für eine Zeitung in Goslar, trat nebenbei als Stand-Up-Comedian auf und veranstaltete regionale Events. Als Jürgen Drews den Titel König von Mallorca erhielt, organisierte Ottmers eine Krönungszeremonie in der historischen Kaiserpfalz Goslar. Der Fernsehsender SAT.1 berichtete darüber. Bei diesem Event lernte Ottmers den Musikproduzenten Thomas Sandmann kennen, dem er sein Interesse an einer professionellen Karriere als Stand-Up-Comedian vortrug. Sandmann sah dafür keine Chance im Showbusiness, wurde aber bei der Vorstellung eines Videos hellhörig, das einen Auftritt Ottmers' in Frauenkleidern zeigte. Auch SAT.1 interessierte sich für das Thema und begleitete den Start ins Showbusiness mit regelmäßigen Berichten im Boulevardmagazin Blitz. Das Pseudonym Valetti ist eine Hommage an die deutsche Schauspielerin und Kabarettistin Rosa Valetti (1878–1937) und wird von Ottmers für Travestie-Auftritte und thematisch angrenzende Bereiche genutzt. Parallel tritt er mit Schlagermusik auch als Ralf und Ralle, der Durstlöscher auf.
Bekannt wurde Valetti als Party-Act mit der von Thomas Sandmann produzierten Cover-Version des irischen Volksliedes Whisky in the Jar, erstmals vorgestellt im Hamburger Valentinos gemeinsam mit Olivia Jones. In der Folge war Valetti regelmäßiger Gast in TV-Sendungen, wie Quatsch Comedy Club, Das perfekte Dinner, Vera am Mittag, und Fernsehberichten hauptsächlich bei RTL und SAT.1.
Durch die regelmäßige Medienpräsenz und die Eröffnung eines Cabaret-Theaters in Goslar wurde Valetti als eigenständige, weibliche Figur bekannt. Im Jahr 2008 bewarb sich Valetti zur Wahl der Harzkönigin. Valetti wurde Lisbet, die Harzkönigin und war in dieser Rolle Werbefigur für den Brocken-Stollen, einer Weihnachtsspezialität aus dem Harz. Bei der Erotikmesse Venus Berlin im Jahr 2008 führte Valetti als Moderatorin durch das Showprogramm. Als Harzkönigin nahm Valetti eine zweite CD mit dem Lied Köhlerliesel auf.
Im Jahr 2009 eröffnete Valetti das Theater Valettis am Alexanderplatz in Berlin. Hier traten regelmäßig die Drag Queens Rita Calypso aus dem ehemaligen Chez Nous und Larissa Tornado auf. Ein Jahr später schloss er das Theater jedoch wieder.
Von Februar 2014 bis Ende 2017 gehörte Valetti zum festen Ensemble von Olivia Jones in Hamburg und führte jedes Wochenende die so genannten Kieztouren durch.
Nach dem Debüt auf dem Traumschiff Deutschland tritt Valetti als Show-Act auf Kreuzfahrtschiffen auf, vorwiegend auf der Mein-Schiff-Flotte von TUI Cruises.
Seit 2019 war Valetti Mitbetreiber eines Cafés in Goslar. Das Café überlebte die Corona-Pandemie wirtschaftlich nicht.
Am 22. Februar 2022 heiratete Valetti seine Lebenspartnerin Monique Domke mit einer medienwirksamen Hochzeit im Penny Markt im Stadtteil Wedding in Berlin.
Seit 2022 wohnt Valetti zusammen mit seiner Partnerin wieder in Potsdam und geht wieder auf Tour.
2024 nimmt Ralf an der Staffel „Deutschland sucht den Superstar“ auf RTL teil. Er veröffentlicht daraufhin Party-Schlager auf Streamingportalen wie zum Beispiel Spotify.

## TV-Auftritte
- 1997 Bärbel Schäfer, RTL Talkshow
- 1999 Vera am Mittag, SAT.1 Talkshow
- 2000 Vera am Mittag, SAT.1 Talkshow
- 2002 Vera am Mittag, SAT.1 Talkshow
- 2002 Das Familiengericht, RTL Pseudo-Doku
- 2002 Didos Musikexpress, Alex TV
- 2000–2002 Blitz, SAT.1 Magazin
- 2006 Unsere erste gemeinsame Wohnung, RTL, Doku (16 Wiederholungen)
- 2006 Natascha Zuraw, RTL,  Natscha Zuraw bei YouTube
- 2006 Abenteuer Leben, Kabel1
- 2007 Deine Chance! 3 Bewerber – 1 Job, Pro 7
- 2009 Das perfekte Dinner, VOX
- 2009 Der Trödeltrupp, RTL2
- 2010 Die große Reportage, RTL, Mit Hammer und Higheels bei YouTube
- 2010 Der Kreuzfahrkönig, RTL2
- 2012 Mieten, kaufen, wohnen, Pseudo-Doku, VOX
- 2014 Verdachtsfälle, RTL, Pseudo-Doku
- 2014 RTL Punkt 12, RTL
- 2016 Zimmer frei!, Folge 676, WDR
- 2022 Gute Zeiten, schlechte Zeiten, RTL
- 2023 BRITT der Talk, SAT.1 Talkshow
- 2023 Markt-Check, SAT.1
- 2024 Meine Meinung, Polit-Talk, tv.Berlin
- 2024 Wer isses?, Pro 7
- 2024 Deutschland sucht den Superstar (Folge 4) DSDS, RTL
- 2024 Lenßen hilft, SAT.1

## Diskographie

### Valetti
- CD Whisky in the Jar, Felixdae Musix, 2002, CD bei Youtube
- CD Mallorca Hits, edel, 2002
- CD Après Ski Hits, Universal, 2003

### Ralle, der Durstlöscher
- CD 112 Lalülala, Partyschlager, Mike's Music, 2010, CD bei Spotify